# Marie-Jo Bonnet
Marie-Josèphe Bonnet, conocida como Marie-Jo Bonnet, (Deauville (Calvados),1949) es una francesa especialista en historia de la mujer, historia del arte y lesbianismo. Ha publicado varios libros sobre la historia de la Resistencia y la Ocupación.

## Biografía

### Carrera Universitaria
Hija de padre electricista y madre profesora de piano, Marie-Jo Bonnet nació en 1949 en Deauville (Calvados). Estudió en el internado Notre-Dame d'Orbec de Normandía, en el liceo Romain-Rolland de Ivry y en clases preparatorias literarias en el liceo Claude-Monet de París. Obtuvo la licenciatura en Historia en la Universidad de París-1 Panthéon-Sorbonne, y posteriormente el Máster y el Doctorado en la Universidad de París VII - Diderot. En 1979, fue la primera en defender una tesis de historia sobre el amor entre mujeres, bajo la dirección de Michelle Perrot. Su tesis, publicada en 1981, fue reeditada con el título Les Relations amoureuses entre les femmes du xvie au xxe siècle en 1995.
Doctora en historia, Bonnet enseñó historia del arte en la Universidad de Columbia y en el Carleton College (en París). El tema de su curso era: “Mujeres artistas en París en el siglo XX", "Amor y arte en el siglo XX").
Como historiadora del arte, ha escrito varios libros y numerosos artículos, participado en numerosos simposios y conferencias en Francia y en el extranjero, así como en programas de radio y televisión en France Culture, France Inter, Arte y France 2, sobre el tema del arte, las mujeres artistas, las cuestiones de representación de las parejas de mujeres en el arte y la inscripción de un nuevo simbolismo en la ciudad. Durante varios años, ha estado trabajando en la historia de la Resistencia y la Ocupación en Normandía y sobre la participación de las mujeres en la resistencia.
Ha sido comisaria de las exposiciones en 2019, Créatrices: l'émancipation par l'art, en el Museo de Bellas Artes de Rennes; La vraie vie est ailleurs: artistes femmes autour de Marta Pan: Simone Boisecq, Charlotte Calmis, Juana Muller, Vera Pagava, Judit Reigl, en el Museo de Bellas Artes de Brest y  en Lutetia 1945, Le retour des déportés, organizada por los Amigos de la Fundación para la Memoria de la Deportación-París.

### Activismo
En 1971, participó en el Movimiento de Liberación de la Mujer (MLF). Fue cofundadora del Frente de Acción Revolucionaria Homosexual (FHAR) y de las Gouines Rouges. Como integrante del grupo de música como guitarrista, participó en la grabación de cinco canciones de la MLF, incluido el himno femenino.
En 1974, se unió a la asociación La Spirale fundada por la pintora y poeta Charlotte Calmis. Cofundó la Asociación Charlotte Calmis en 1984, que produjo una exposición homenaje a la pintora fallecida en 1982 en el Ministerio de los Derechos de la Mujer (1984).
También participó en el Groupe d'études féministes (GEF) (Grupo de Estudios Feministas) de la Universidad de París VII desde 1975 a 1981, así como también participó en la primera marcha del orgullo gay, celebrada el 25 de junio de 1977, así como en el grupo de historiadoras reunidas por Simone de Beauvoir.
Es la presidenta fundadora de la asociación Souffles d'Elles, que organizó el primer Café de Mujeres en La Coupole desde 2005. Es miembro de la asociación Artemisia para la promoción de las historietas creadas por mujeres, miembro de la Sociedad de Gente de Letras, miembro de pleno derecho de la Sociedad de Autores de Normandía (SADN), presidenta de la delegación territorial de París (DT 75) de la Fundación Amigos de la Memoria de la Deportación (AFMD) de 2013 a 2015 y, desde julio de 2015, presidente de la asociación Lire à Pont-l'Évêque.
En 2021, se convirtió en miembro de la asociación Iniciativas de Mujeres, organizadora de las Jornadas del Patrimonio en Villeneuve-de-Marsan. Ha sido  también miembro de la asociación "Pont-L'Eveque 44 Memorias", ciudad donde creció.
Es miembro del consejo científico del Observatoire de la petite sirène (Observatorio de la pequeña sirena), una asociación que se creó a raíz de la constatación del "aumento masivo de nuevos diagnósticos de 'disforia de género' y transidentidad entre los menores".

### Posicionamientos
Ella no está a favor de la medicalización de los cuerpos y las sexualidades promovidas por el neoliberalismo, lo que la ha llevado a tomar estas posturas.

#### Sobre la gestación subrogada
Marie-Jo Bonnet es miembro del CoRP (Colectivo de Respeto de la Persona) que se opone a la gestación subrogada (GPA).

#### Sobre la reproducción asistida
En 2014, Marie-Jo Bonnet afirmó en una entrevista con Le Figaro su oposición a la reproducción asistida (PMA) porque, según ella, cae bajo un "mandato de maternidad" y una "ocultación del origen paterno del niño". Se posiciona en un "feminismo arraigado en la diferencia de género" acercándose así a las corrientes del feminismo diferencialista.

#### Sobre los movimientos transgénero
En mayo de 2021, Marie-Jo Bonnet criticó en Le Figaro la decisión de abrir las competiciones deportivas femeninas a las personas trans. Tras calificar de "muy preocupante" una decisión de la Federación Francesa de Rugby, escribió que "el activismo trans impone una definición de identidad (de género) que no respeta la de las lesbianas ni la de las deportistas".

## Publicaciones
- Un choix sans équivoque, Paris, Denoël-Gonthier, 1981.
- Les Relations amoureuses entre les femmes du XVIe siècle au XXe siècle; reeditado en colección de bolsillo, en Odile Jacob en 2001, 2022; traducción del polaco: Zwiazki milosne miedzy kobietami od XVI do XX wieku, Slowo wstepne Elisabeth Badinter, Wy Da Wni Ctwo/ Sic! 1997.
- Les Deux Amies: essai sur le couple de femmes dans l'art, París, ediciones Blanche, 2000 (ISBN 2-911621-94-8).
- Qu'est-ce qu'une femme désire quand elle désire une femme ?, Odile Jacob, 2004, reimpresión 2022 (ISBN 978-2738114457).
- Les Femmes dans l'art, publicado por La Martinière, 2004 (ISBN 978-2-732-43087-4).
- Les Femmes artistes dans les avant-gardes, Odile Jacob, 2006 (ISBN 978-2-7381-1732-8).
- Les Voix de la Normandie combattante : été 1944, ed. Ouest-France, 2010 (ISBN 978-2-7373-5079-5)
- Violette Morris : histoire d'une scandaleuse, Perrin, 2011 (ISBN 978-2-2620-3557-0)
- Histoire de l'émancipation des femmes, Edición Ouest-France, 2012 (ISBN 978-2-7373-5364-2)
- Liberté égalité exclusion: femmes peintres en révolution, 1770-1804, ed. Vendémiaire, 2012 (ISBN 978-2-36358-041-2).
- Tortionnaires, truands et collabos: la bande de la rue de la Pompe, 1944, ed. Ouest-France, 2013 (ISBN 978-2737360428).
- Adieu les rebelles!, ediciones Flammarion-Café Voltaire, 2014 (ISBN 978-2081312630).
- Plus forte que la mort: l'amitié féminine dans les camps, ed. Ouest-France, 2015 (ISBN 978-2-7373-6649-9).
- Simone de Beauvoir et les femmes, Albin Michel (ISBN 9-782226-3167-14).
- Un réseau normand sacrifié, ed. Ouest-France, 2016 (ISBN 978-2-737-37006-9) Manipulations britanniques sur un groupe de résistants infiltré par les Allemands.
- Mon MLF, ed. Albin Michel, 2018 (ISBN 978-2-226-40203-5).
- Desiderio e libertà, recueil d’articles, traducido del italiano por Margherita Giacobino, Edición Il Dito e la Luna, 2018.
- Créatrices: l'émancipation par l’art, catalogue de l’exposition au musée des beaux-arts de Rennes, ed. Ouest-France, 2019.
- La Maternité symbolique: être mère autrement, Albin Michel, 2020 (ISBN 9782226448996).

### Ediciones y archivos
- Dirección, Mujer y Creación, nº. 3, otoño de 1980, publicación del Grupo de Estudios Feministas (GEF) de la Universidad de Paris-Diderot y el Centro de Investigaciones Históricas de la École des Hautes Etudes en Sciences Sociales.

- Revista Souffles d'Elles.

### En colaboración
- Con Javi Rey, Kris y Bertrand Galic, Violette Morris: ser destruido por todos los medios (cómics), Futuropolis, 2018.
- L'Étonnante histoire des Belles-mères, bajo la dirección de Yannick Ripa, Belin, 2015, capítulo «Ruth “madre sustituta” de su madrastra Noémi».
- Mercados de Maternidad, dir. Martine Segalen y Nicole Athea, prefacio Nathalie Heinich, Éliette Abecassis, Sylviane Agacinski, Marie Balmary, Marie-Jo Bonnet, Frédérique Kuttenn, Ana-Luan Stoicea-Dearm, Sandra Travers de Faultrier, Monette Vacquin, ed. Odile Jacob, 2021.

### Otros
- André Letac, Souvenirs de guerre 1914-1918, presentación y notas de Marie-Josèphe Bonnet, ed. Corlet, 2010.
- Jean Desbordes, Les Forcenés, Interstices Edición, 2022 (reedición de Gallimard, 1937) con prólogo de Marie-Jo Bonnet, “Messieurs, laissez-moi, vous allez me tuer!" La muerte de Jean Desbordes, alias Duroc".

## Películas
- Femmes artiste, À la force du brush, directora Manuelle Blanc, coautora y asesora histórica, MJ Bonnet, producción Ex nihilo, Arte, 8 de marzo de 2015.
- Histoire d'amours féminines, película de Elsa Bloch, 2012, emitida por Le Miroir y el grupo Galactica.